# 小行星6535
小行星6535（6535 Archipenko）是一颗绕太阳运转的小行星，为主小行星带小行星。该小行星于1960年10月17日发现。

## 轨道参数
小行星6535的轨道半长轴为2.4203707 UA，离心率为0.179。